# مبنى بنك الدولة (روستوف-نا-دونو)
يقع مبنى بنك الدولة (بالروسية: Здание Государственного Банка) في مدينة روستوف-نا-دونو، شيد في عام 1915 على الطراز الكلاسيكي الحديث من قبل المهندس المعماري «ماريان بيريتيكاتكوف» (Мариа́н Перетя́ткович). وهو فرع من بنك دولة الإمبراطورية الروسية.
يعتبر المبنى تراثا ثقافيا ذا أهمية في الإقليم.

## معرض الصور
انقر على الصورة للتكبير

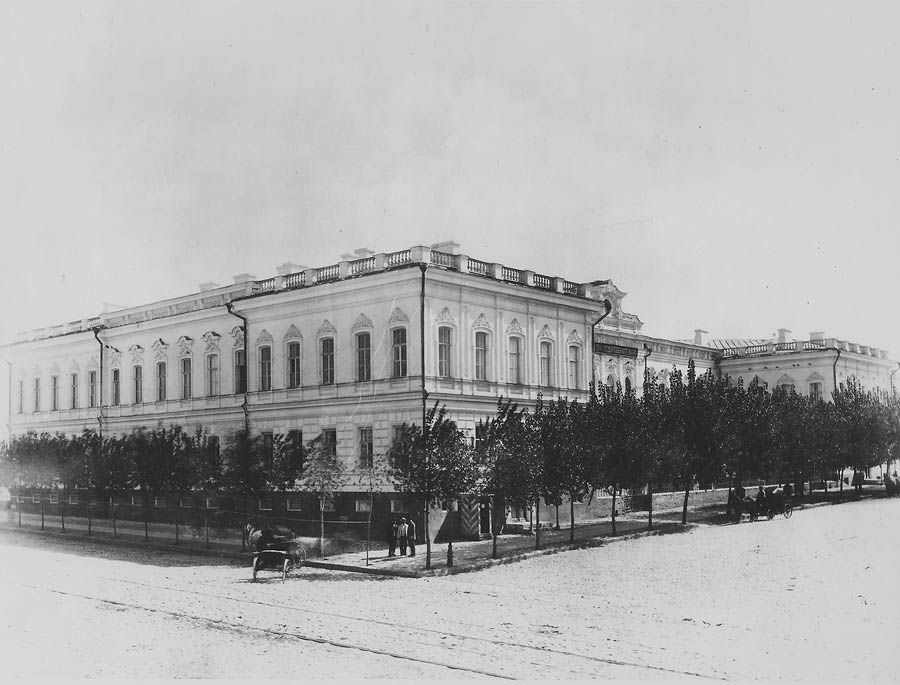
مبنى البنك القديم
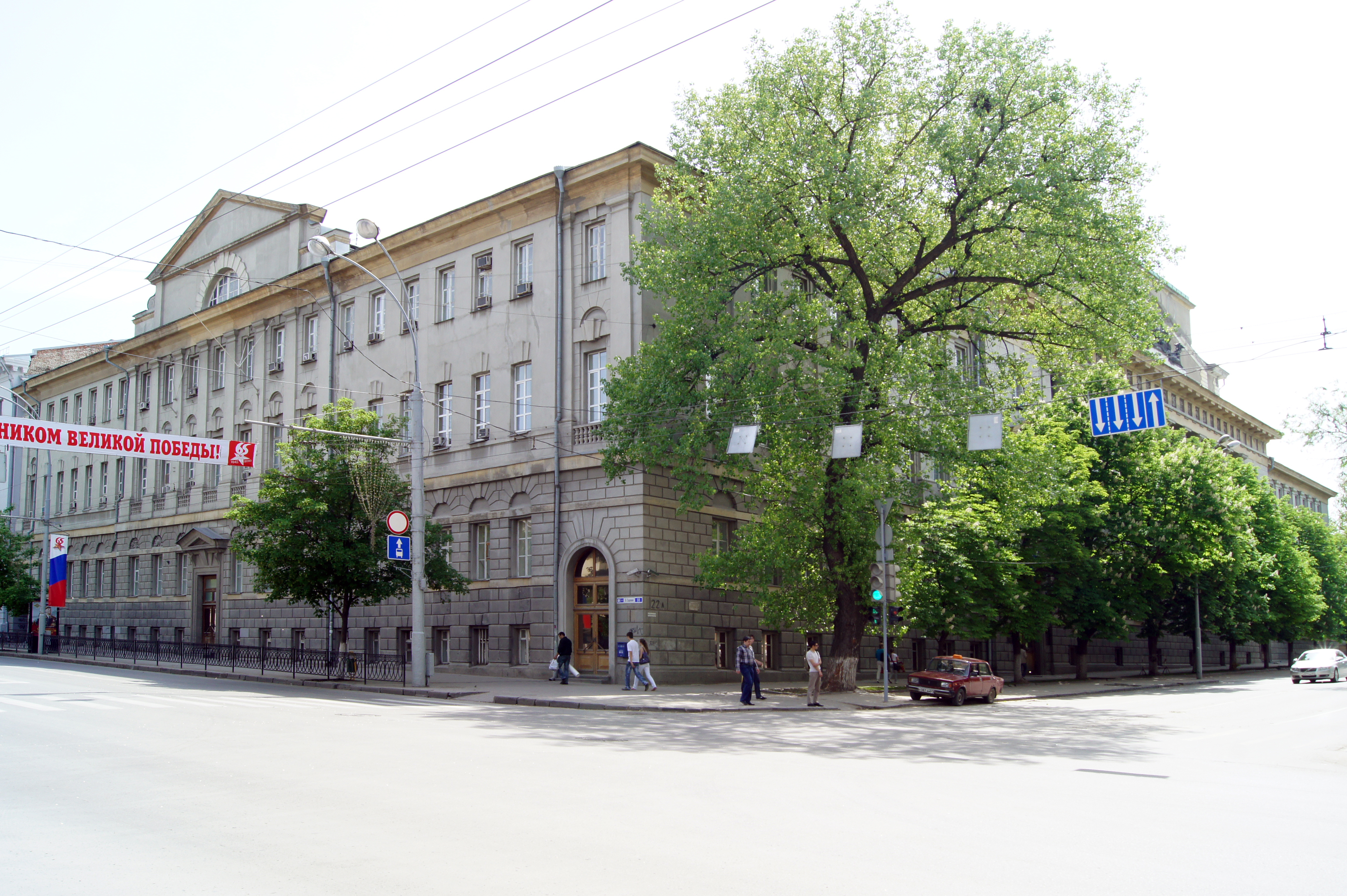
منظر من شارع بولشايا سادوفايا